# Johann Arnold von Clermont
Johann Arnold von Clermont (Aken, 24 mei 1728 - Vaalsbroek, 3 december 1795) was een Akens textielfabrikant, die zich in 1761 in Vaals vestigde en daar de textielindustrie tot bloei bracht. In Vaals bevindt zich een groot aantal gebouwen die aan Von Clermont herinneren.

## Inleiding: Lutherse Akenaren in Vaals

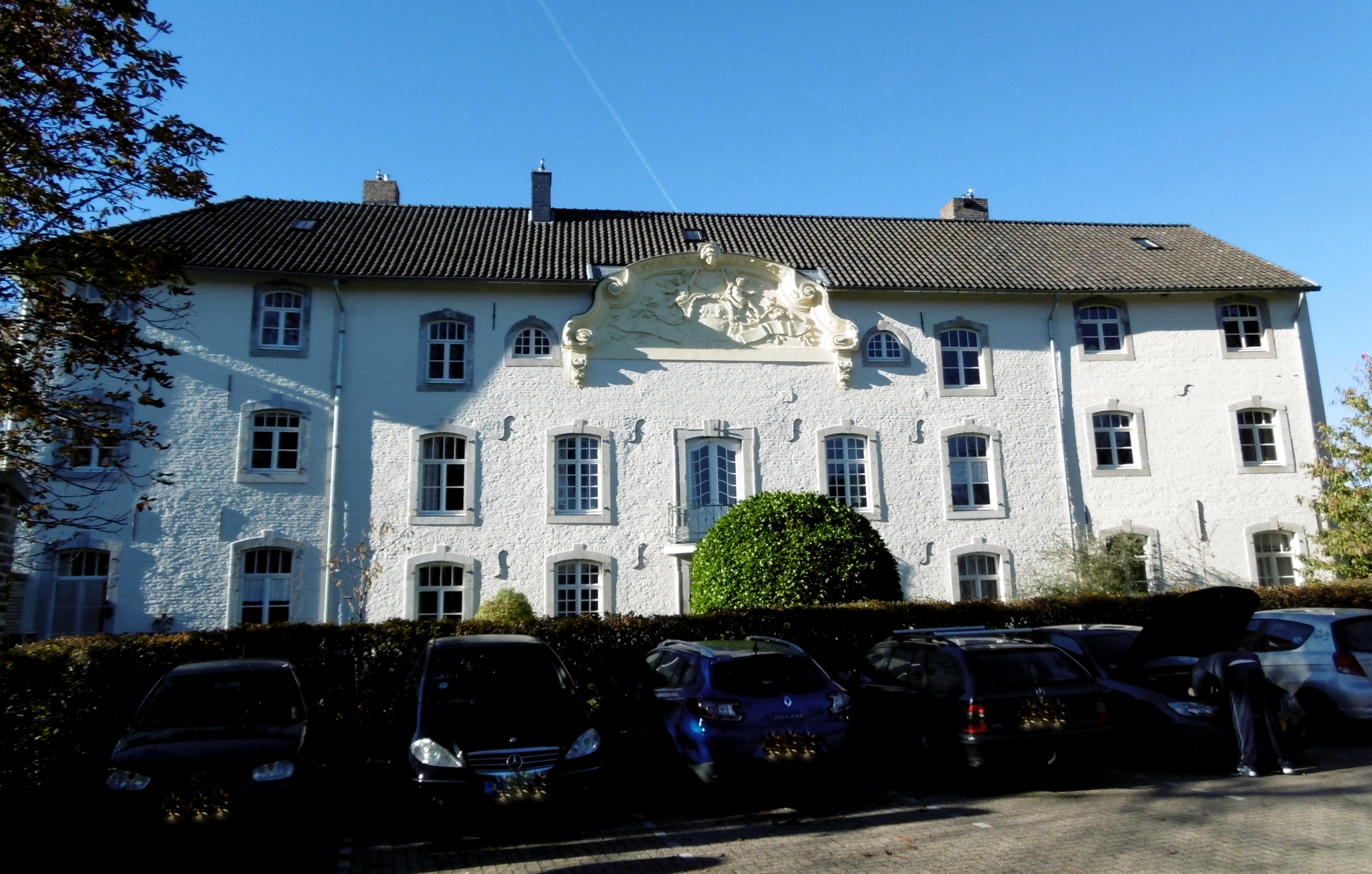
D'r Bau, 18e-eeuwse naaldenfabriek

Het aan het Rijk van Aken grenzende dorp Vaals behoorde vanouds tot het land van 's-Hertogenrade. Sinds het Partagetraktaat van 1661 werd de streek rondom Vaals onderdeel van de zogenaamde Staatse partage van de landen van Overmaas. Vaals werd destijds vanuit het streng-katholieke Aken druk bezocht door protestantse kerkgangers, die onder bescherming van de Staten-Generaal van de Nederlanden in het Staatse Vaals hun kerkdiensten mochten houden. Het dorp had in die tijd ook een Hervormde kerk, een Waalse kerk en waarschijnlijk ook een Doopsgezinde kerk. In 1669 werd de Lutherse gemeente van Vaals gesticht door de Akenaar Johann Klermondt, de overgrootvader van Johann Arnold von Clermont. In 1695 kocht de Lutherse gemeente een oude kopermolen voor het houden van kerkdiensten. In 1736 werd de kopermolen gesloopt en verrees op die plek de huidige Lutherse kerk van Vaals.
In de loop van de 18e eeuw emigreerden steeds meer Lutherse ondernemers vanuit de katholieke domstad Aken naar het omringende platteland, waar niet alleen meer godsdienstvrijheid was, maar waar men ook onder de vele beperkende reglementen van de Akense gilden uitkwam, en waar bovendien goedkope arbeidskrachten voorhanden waren. Naast het belangrijke centrum Verviers, kwam de lakenindustrie tot bloei in Burtscheid, Eupen, Monschau, Düren en als laatste in Vaals. Monschau ontwikkelde zich tot een belangrijk textielcentrum in het Rijnland, vooral door toedoen van Johann Heinrich Scheibler (1705-1765), die ook in Eijsden actief was.

## Levensloop
Johann Arnold (von) Clermont werd in 1728 geboren als oudste zoon van Esaias Clermont/Klermondt (1698-1751) en Helene Margarete van Huyssen (1705-1776). Hij was een telg uit een bekende Akense familie van lakenfabrikanten en -handelaren. Het geslacht Clermont wordt reeds in 1541 in Aken - later ook in Burtscheid - genoemd. Johann Arnold's grootvader, Johann Adam Clermont (1673-1731), vergaarde een dusdanig groot fortuin dat hij in 1716 het imposante Kasteel Neubourg bij Gulpen kon kopen. Zijn zoon Esaias erfde het lakenimperium, maar stierf in 1751 al op vrij jonge leeftijd. Samen met zijn moeder kreeg de jeugdige Johann Arnold vanaf dat moment de leiding over het bedrijf. Johann Arnold was al vroeg voorbestemd om zijn vader op te volgen in het familiebedrijf. Nadat hij een deel van zijn jeugd bij zijn grootmoeder van moederszijde in Essen had doorgebracht en daar de Latijnse school doorlopen had, ging hij in de leer bij gerenommeerde handelshuizen in Hamburg en Leipzig, waarna hij als vertegenwoordiger van zijn vader enkele handelsreizen naar Oostenrijk, Polen en Rusland ondernam.

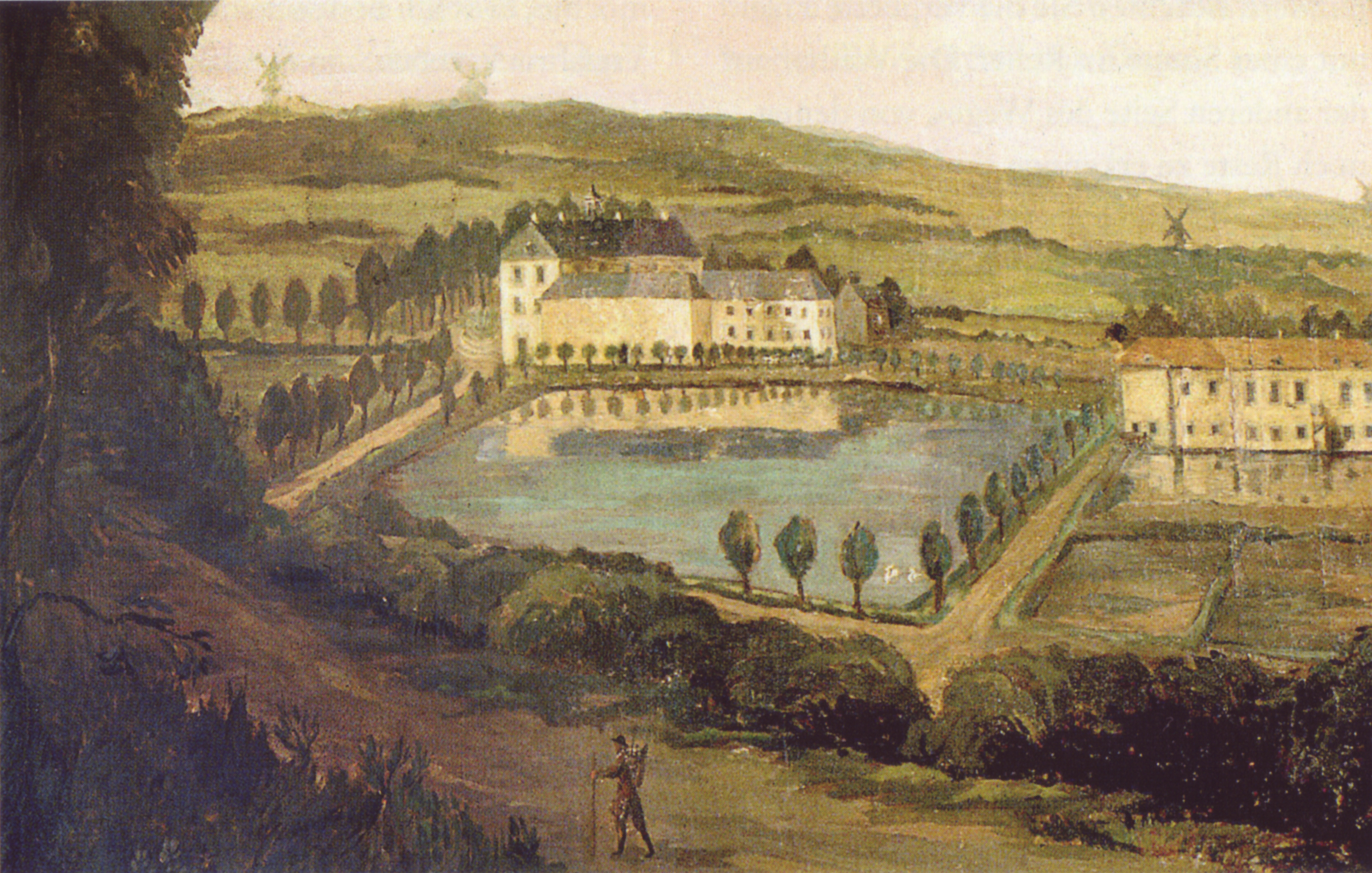
Omgeving Vaalsbroek, detail behang-
schildering in het kasteel, eind 18e eeuw

Kort na de dood van Esaias Clermont werd de familie in 1752 in de adelstand verheven; vanaf 1763 begon men zich "Von Clermont" te noemen. De eerste tien jaar bouwde Johann Arnold het familiebedrijf in Aken verder uit. Rond 1760 begon de tegenwerking van de Akense gilden steeds meer te knellen. Zo mochten er niet meer dan vier weefgetouwen in één gebouw staan en was het verboden om wevers en droogscheerders in hetzelfde gebouw te laten werken. In 1761 kocht Johann Arnold in het op enkele kilometers van Aken gelegen dorp Vaals het kasteel Vaalsbroek van de eigenaar, baron Anton Ullrich de Lamberts de Cortenbach. In de jaren daarop liet hij bijgebouwen inrichten als Tuchmanufaktur. In 1765 ging de lakenproductie hier van start.
Tegelijkertijd had Von Clermont diverse perceeltjes aan de Gouwbeek (of Gau) bij het dorpscentrum van Vaals gekocht, waarna hij aan de Akense bouwmeester Joseph Moretti opdracht gaf op deze plek een groot pand te bouwen, dat hij deels als lakenfabriek inrichtte en deels als woonhuis en kantoor benutte. Het pand zou later bekend worden als het 'Stammhaus' van de familie, later werd het omgedoopt tot 'Tyrell'scher Bau' naar de nieuwe eigenaren; tegenwoordig heet het Von Clermonthuis. In dit pand werd de wol, die door thuiswerkers werd gesponnen - vaak ook geweven -, geschoren, geperst en geverfd. Von Clermont bezat in Vaals ook enkele volmolens. Voorts liet hij een complex systeem van ondergrondse kanalen aanleggen, dat schoon water aanvoerde en vervuild water afvoerde.
De schepenbank van Holset, Vijlen en Vaals vaardigde in 1765 een verordening uit waarin de rechten en plichten van (thuis)wevers stonden opgesomd. In 1793, twee jaar voor zijn dood, werkten 2300 mensen voor Von Clermont en produceerde hij 50.000 meter laken, ter waarde van 600.000 gulden. Von Clermont benutte voornamelijk Spaanse merinowol en produceerde onder andere dun, wit laken, dat zijn weg vond naar onder andere Portugal en vooral - via Venetië en Triëst - naar het Ottomaanse Rijk.
Na de dood van zijn moeder in 1776 werd Johann Arnold tevens belast met de leiding van de fabrieken in Aken. Toch werkte hij tot omstreeks 1783 voornamelijk aan de uitbouw van zijn onderneming in Vaals. Na de dood van zijn echtgenote Maria Elisabeth Emminghaus in 1783, bleef hij met dertien kinderen achter. De bedrijfsexpansie stagneerde vanaf dat moment enigszins. Ook legde hij zijn functie als vice-schout van Vaals, Holset en Vijlen neer.

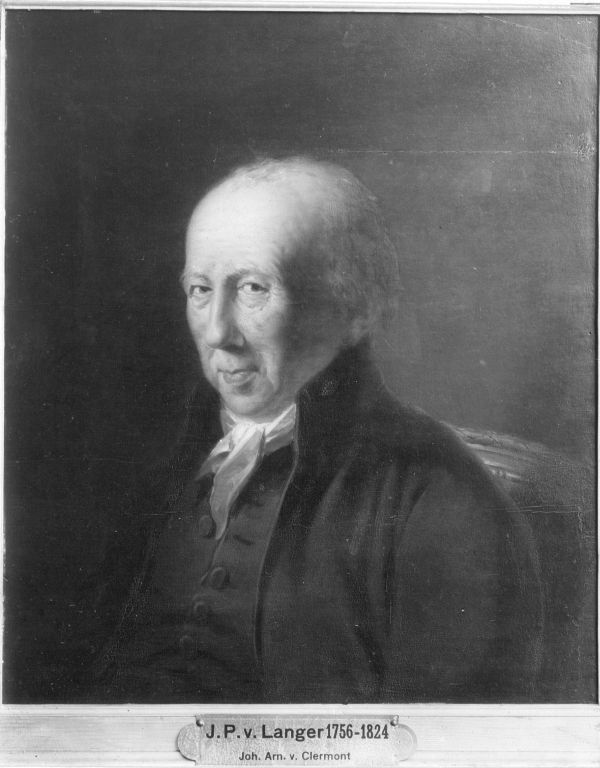
J.A. von Clermont op latere leeftijd (J.P. von Langer, ca. 1790, Alte Pinakothek, München)

Vanaf 1786 vertrouwde hij de leiding van het bedrijf toe aan zijn twee oudste zonen. Vanaf dat moment maakte hij lange reizen met twee van zijn dochters. Hij had - mede dankzij zijn zuster Elisabeth, die met de filosoof Friedrich Heinrich Jacobi was getrouwd - een uitgebreide vriendenkring waartoe onder anderen de schrijver Johann Wolfgang von Goethe, de schilder Caspar Wolf en de ontdekkingsreizigers Johann Georg Adam Forster en Wilhelm en Alexander von Humboldt behoorden. In 1793, twee jaar voor zijn dood, trok hij zich helemaal terug uit het bedrijf. Hij nam zitting in het Akense stadsbestuur en wijdde zich aan de voltooiing van zijn lievelingshuis, kasteel Bloemendal. De zaken werden voortgezet door zijn zonen Carl Theodor Arnold (1756-1826) en Johann Adam Heinrich (1759-1826). Zij wisten het succes echter niet te continueren en in 1819 ging het bedrijf failliet.

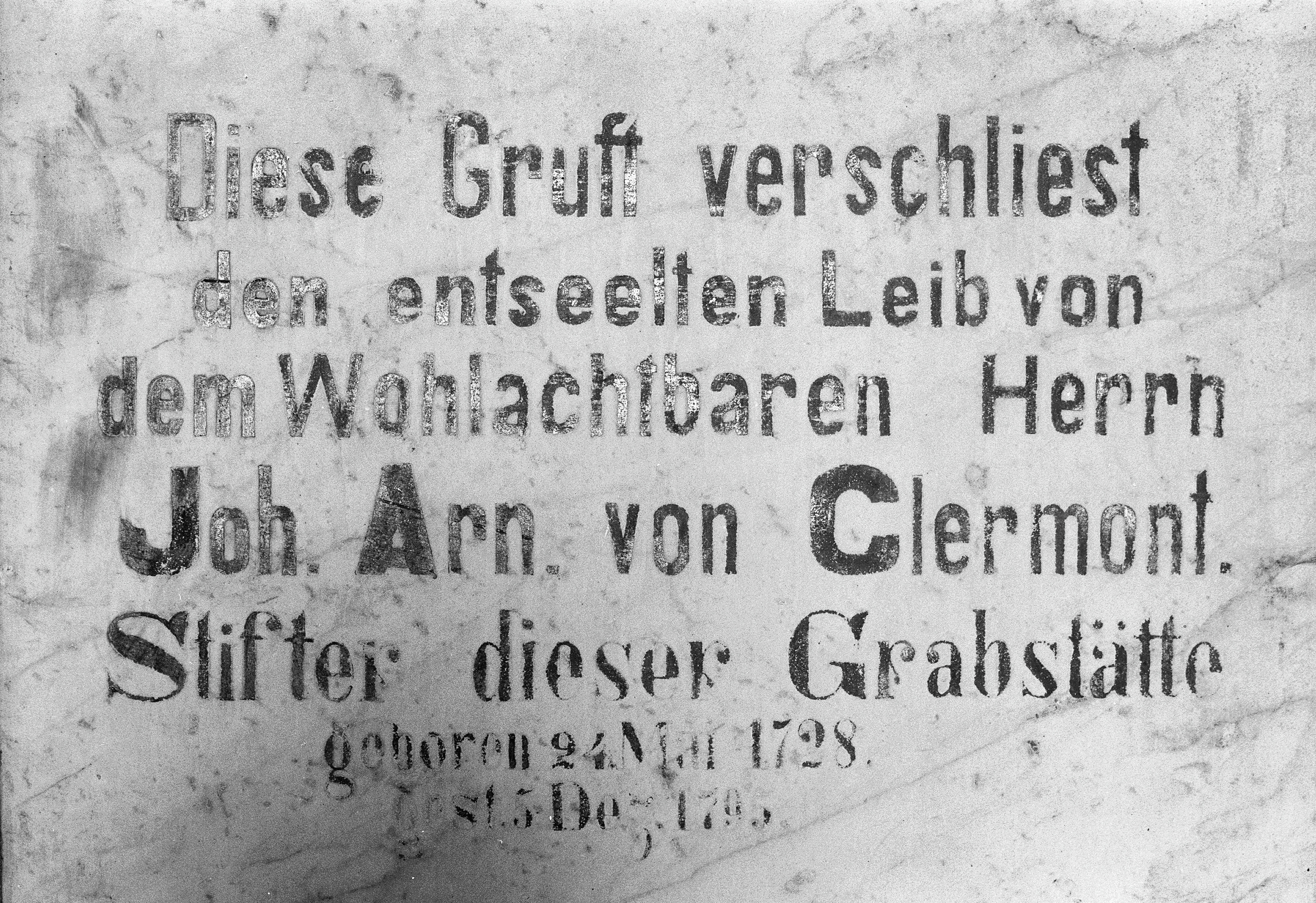
Grafsteen in het Von Clermontmausoleum

In het najaar van 1794 werd het gehele gebied ten westen van de Rijn onder de voet gelopen door het Rijn-Moezelleger van de Eerste Franse Republiek. Von Clermont was als verlicht mens de idealen van de Franse Revolutie toegedaan en stelde zich onmiddellijk ter beschikking aan het Franse bestuur. Op 28 oktober 1794 werd hij benoemd tot lid van de Centrale Administratie in Aken. Hij was tevens administrateur van het kanton Aken en het voorlopige arrondissement Maastricht, de voorlopers van de departementen Roer en Nedermaas. Zijn tweede zoon Johann Heinrich ("Henri") zou hem in Nedermaas opvolgen.

Johann Arnold von Clermont overleed op 67-jarige leeftijd op zijn landgoed Vaalsbroek en werd begraven in het Mausoleum van de familie Von Clermont, dat hij enkele jaren eerder op het landgoed had laten bouwen.

## Nalatenschap

### Geschriften
Von Clermont bleef zich zijn leven lang verdiepen in verschillende disciplines. Hij schreef een aantal essays, waarvan de bekendste (uit 1788) was bedoeld als waarschuwing aan het adres van de stad Aken en met voorstellen om enkele zaken te verbeteren.
- 1788: Freymüthige Betrachtungen eines Weltbürgers zum Wohl von Aachen, bey Gelegenheit der bevorstehenden Constitutions-Verbesserung dieser Reichstadt. Uitgegeven te Frankfurt am Main & Leipzig[6]
- 1789: Beytrag zu den Verbesserungs-Vorschlägen in Betreff der Kaiserlichen Freyen Reichsstadt Aachen besonders ihrer Tuch-Manufacturen. Uitgever: Dänzer, Düsseldorf[7]

### Onroerend erfgoed

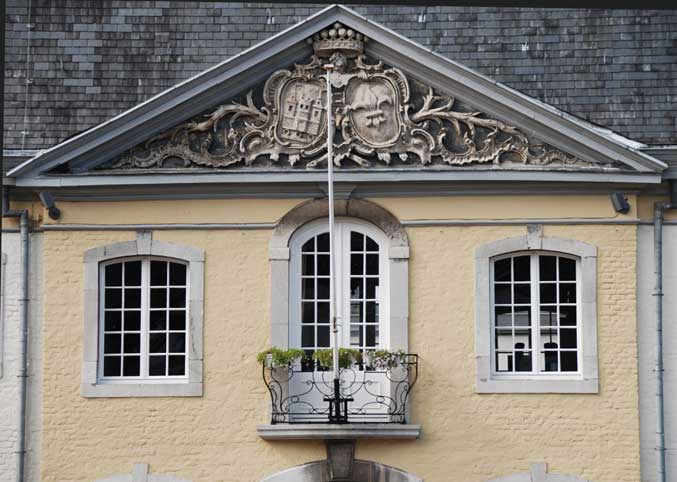
Timpaan van het Von Clermonthuis met alliantiewapen Von Clermont-Emminghaus

Johann Arnold von Clermont maakte van het dorp Vaals een van de welvarendste plaatsen in de omgeving. Hij verrijkte het dorp met een groot aantal bouwwerken, die thans als rijksmonumenten bescherming genieten. Een concentratie van deze gebouwen bevindt zich rond het Von Clermontplein, dat in 1969 als rijksbeschermd gezicht Vaals een door de overheid beschermd dorpsgezicht werd. Aan het plein bevindt zich onder andere het Von Clermonthuis, het eerste bouwwerk dat Johann Arnold in 1761 naar ontwerp van de Akense architect Joseph Moretti in Vaals liet bouwen. Het U-vormig patriciërshuis annex lakenfabriek doet thans dienst als gemeentehuis. In het fronton aan de straatkant staat een lijfspreuk van Von Clermont: Spero invidiam (Ik hoop/verwacht benijd te worden), terwijl aan de binnenhof zijn wapenspreuk is te lezen: Nil volentibus arduum (Niets is onmogelijk voor hen die willen).
Aan de overzijde van het plein ligt het eveneens imposante - niet door Von Clermont gebouwde - Huis Verves, eertijds een lakenververij, thans een reeks woningen achter gepleisterde gevels met enkele opmerkelijk elementen van de vroege neogotiek. Op nr. 4-6 staat een huis dat door Von Clermont als opzichterswoning gebouwd werd. De zuidzijde van het plein wordt geaccentueerd door de centraalbouw van de Lutherse kerk van Vaals, die weliswaar al vóór de komst van Von Clermont naar Vaals was gebouwd, maar in die tijd al door de familie werd bezocht. In 1737 werd de kerk door Johann Joseph Couven ingericht in de Luiks-Akense meubelstijl, onder andere met een rijkgedecoreerde herenbank met wapenschild van de familie Von Clermont.
Al in 1761 had Von Clermont het landgoed Vaalsbroek verworven, dat hij door zijn 'hofarchitect' Joseph Moretti liet ombouwen in Luiks-Akense barokstijl. Op het landgoed verrees in 1788 een mausoleum in neoclassicistische vormen, eveneens van Moretti. Aan het eind van zijn leven werkte Von Clermont met Moretti aan het lustslot Bloemendal (Haus Blumenthal), dat slechts enkele maanden voor zijn overlijden werd voltooid. Ten noorden van de tegenwoordige Maastrichterlaan liet hij in 1790 de Vaalser obelisk oprichten om de uitgestrektheid van zijn bezittingen te markeren. Alle Von Clermontpanden waren meteen als de zijne te herkennen; ze waren "gestrichen in ein gefälliges Gelb".

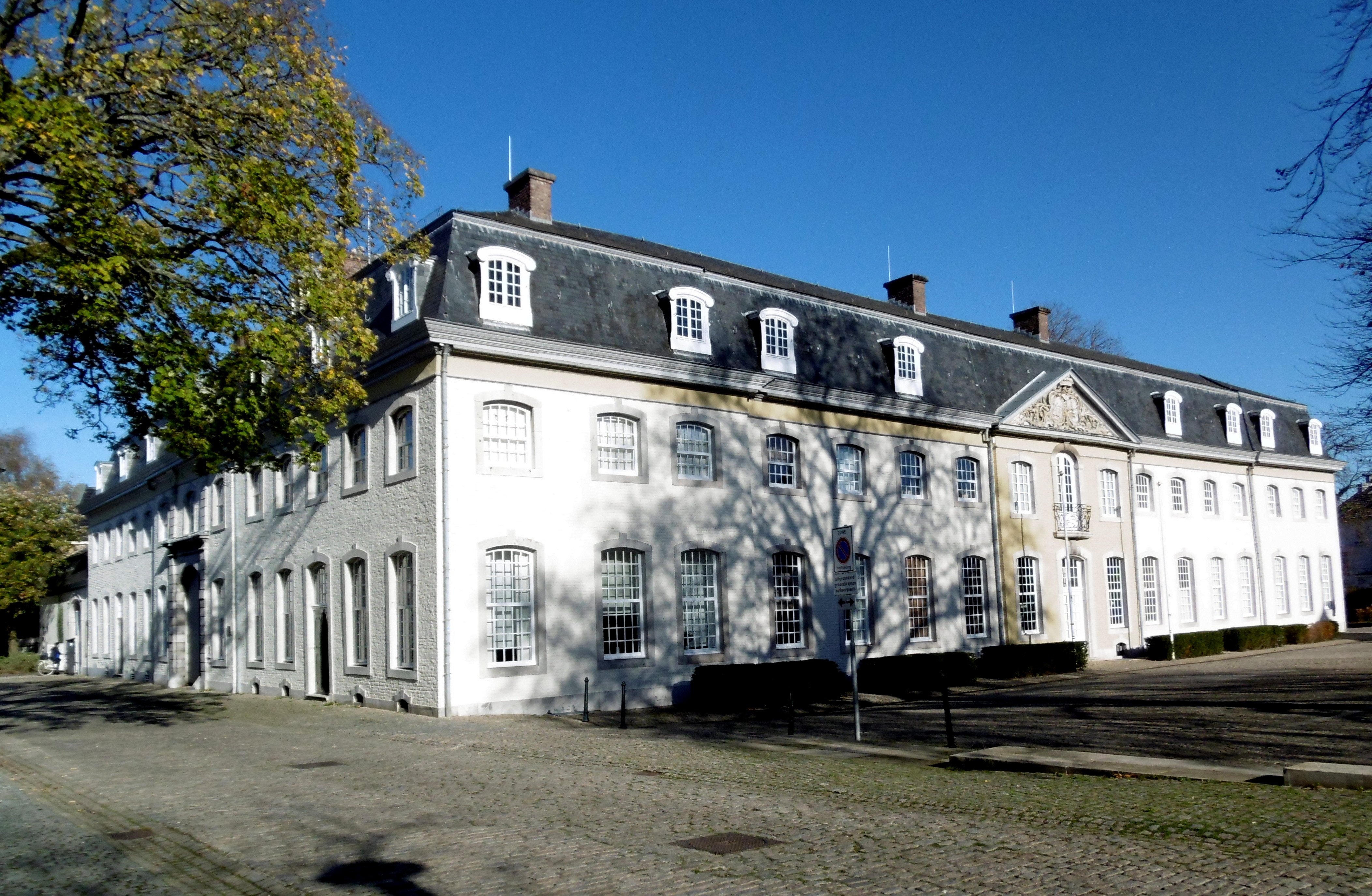
Von Clermonthuis
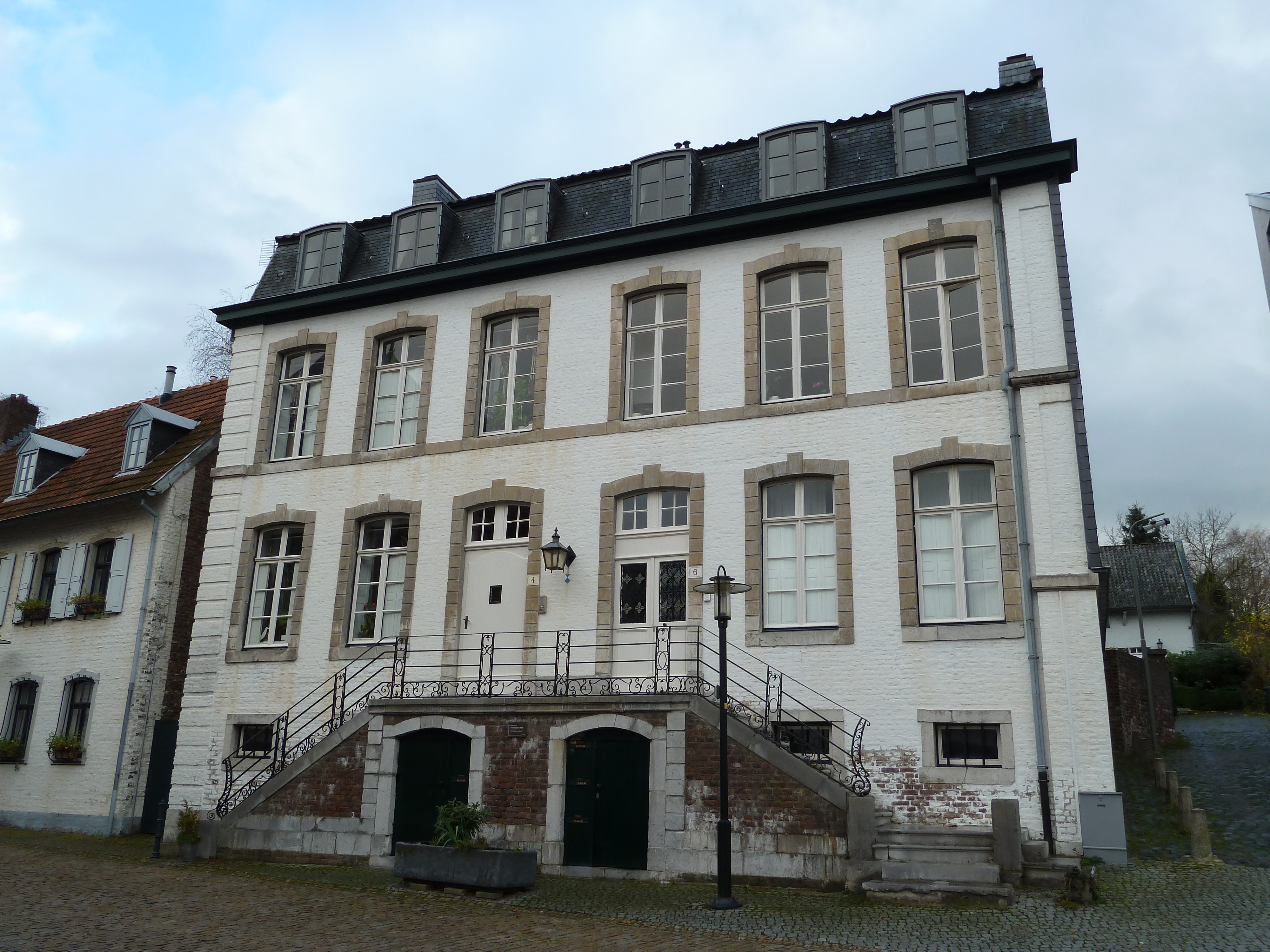
Von Clermontplein 4-6
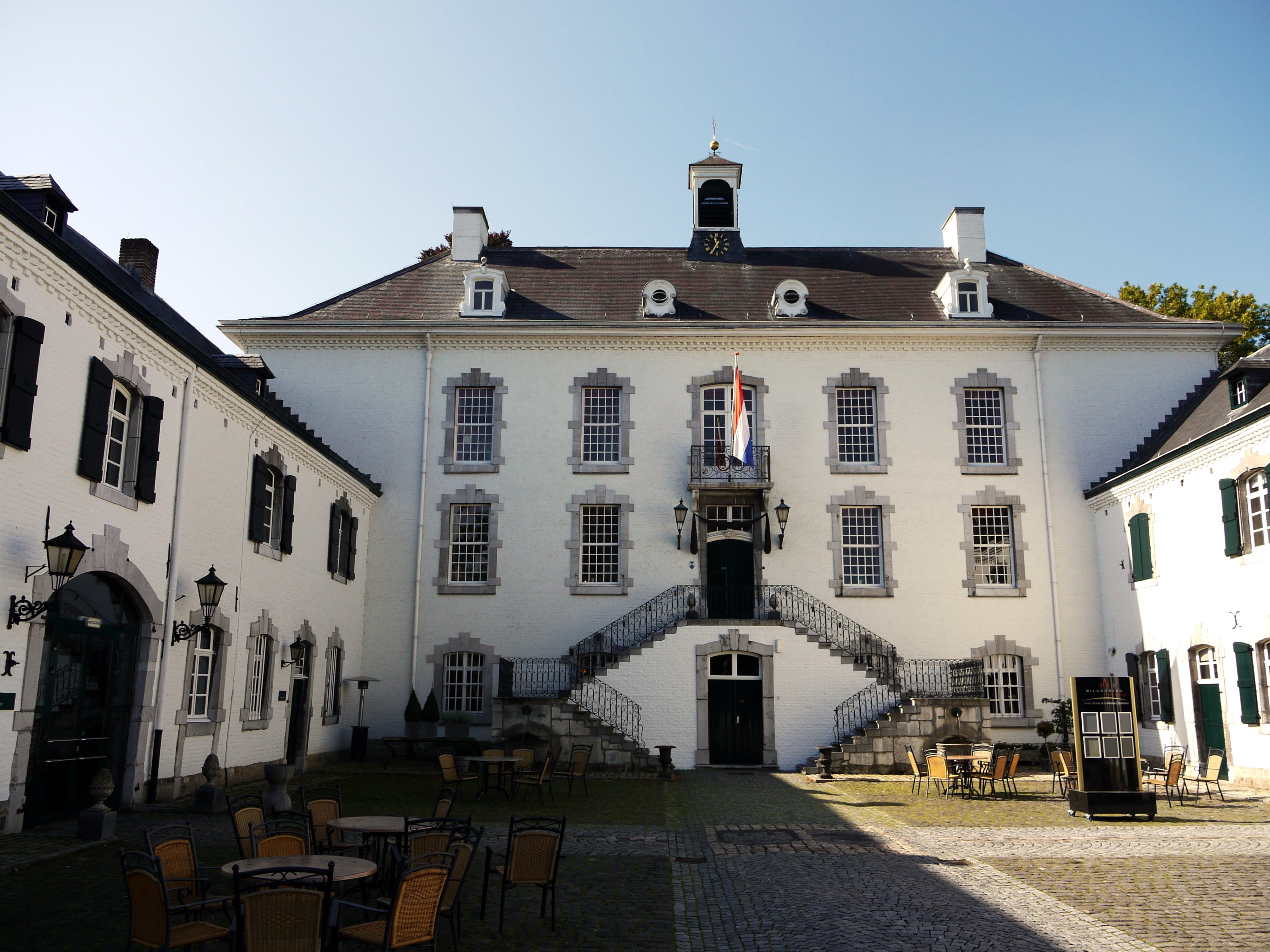
Kasteel Vaalsbroek
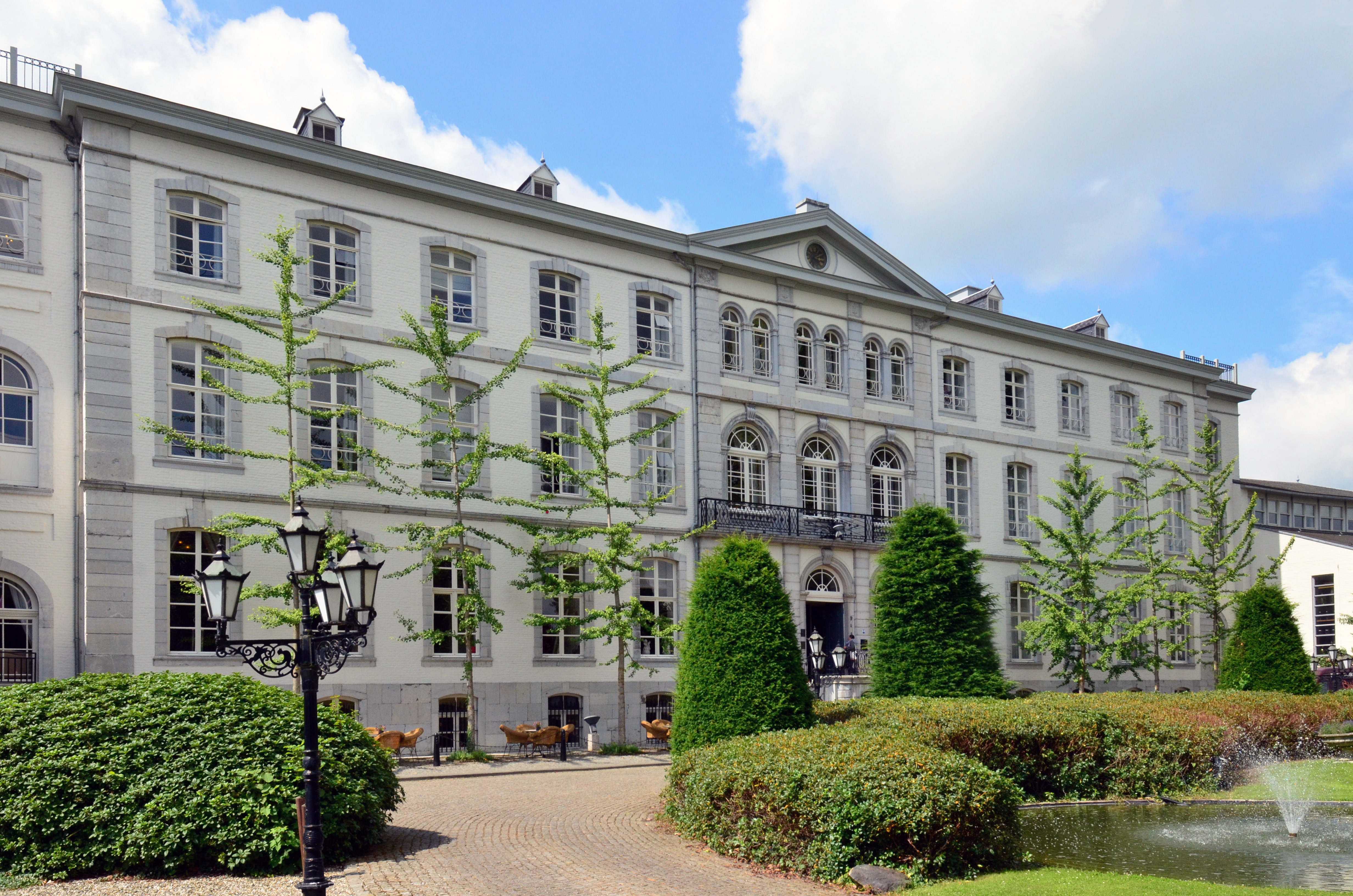
Huis Bloemendaal
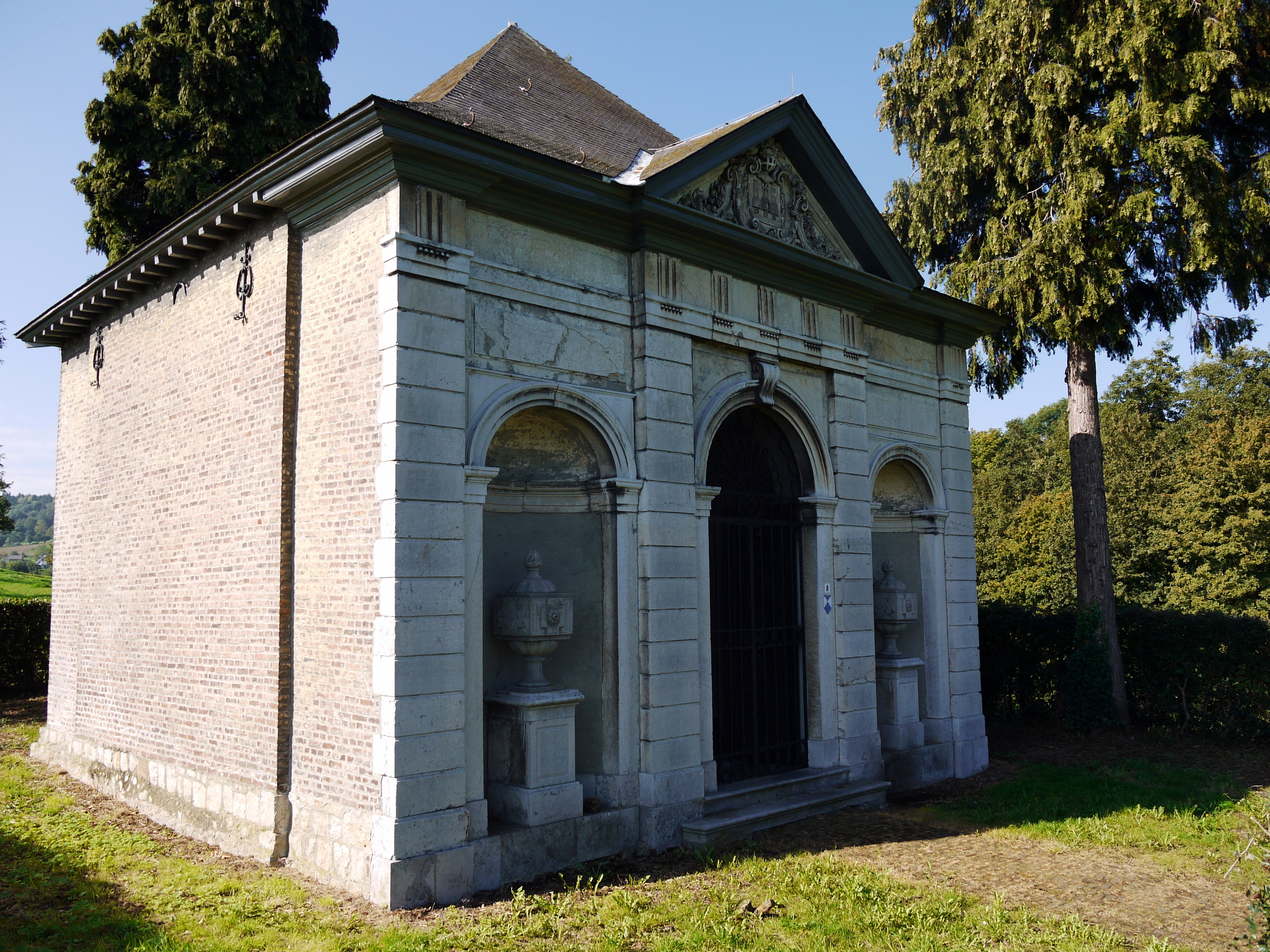
Mausoleum
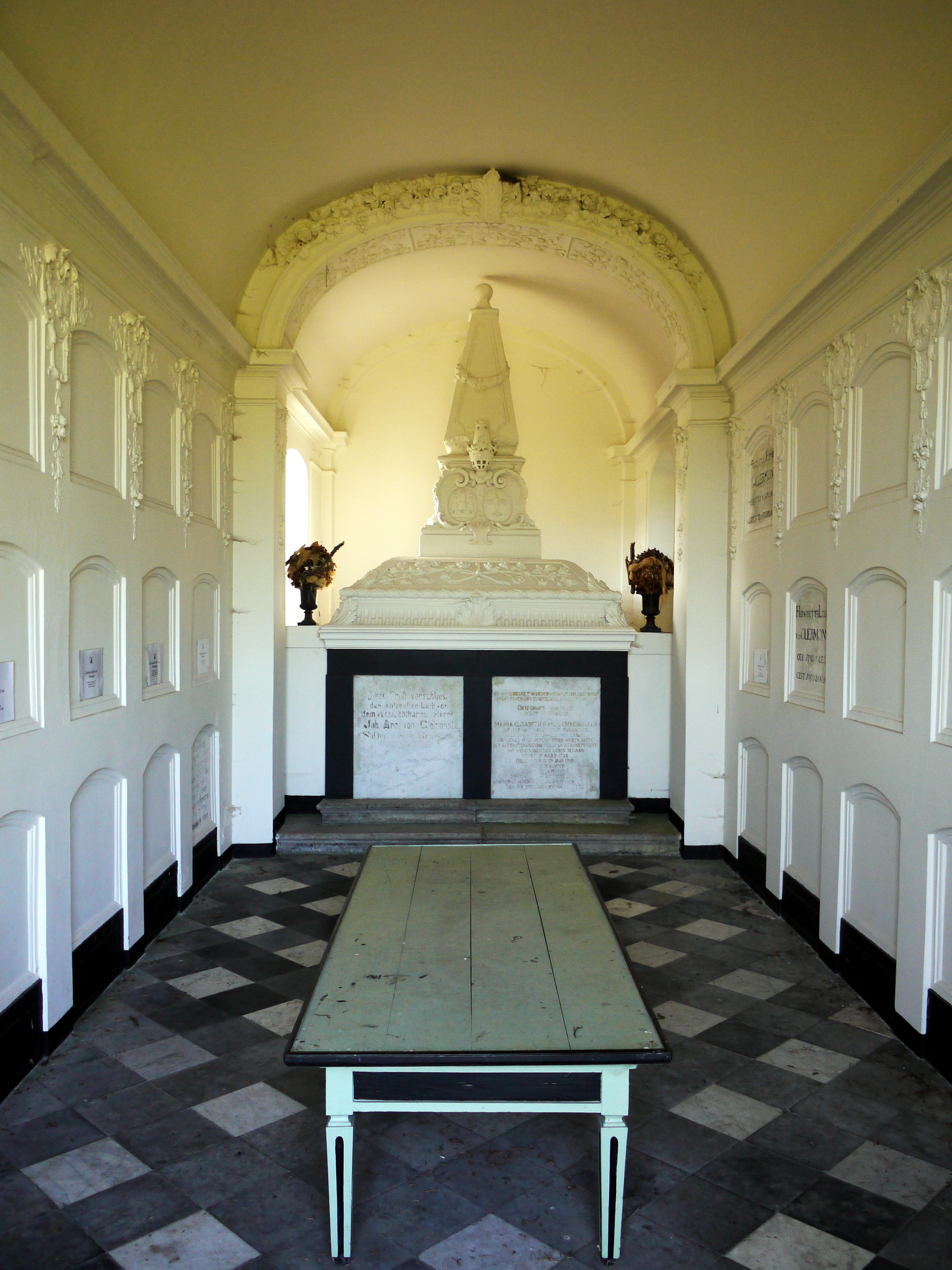
Mausoleum, interieur
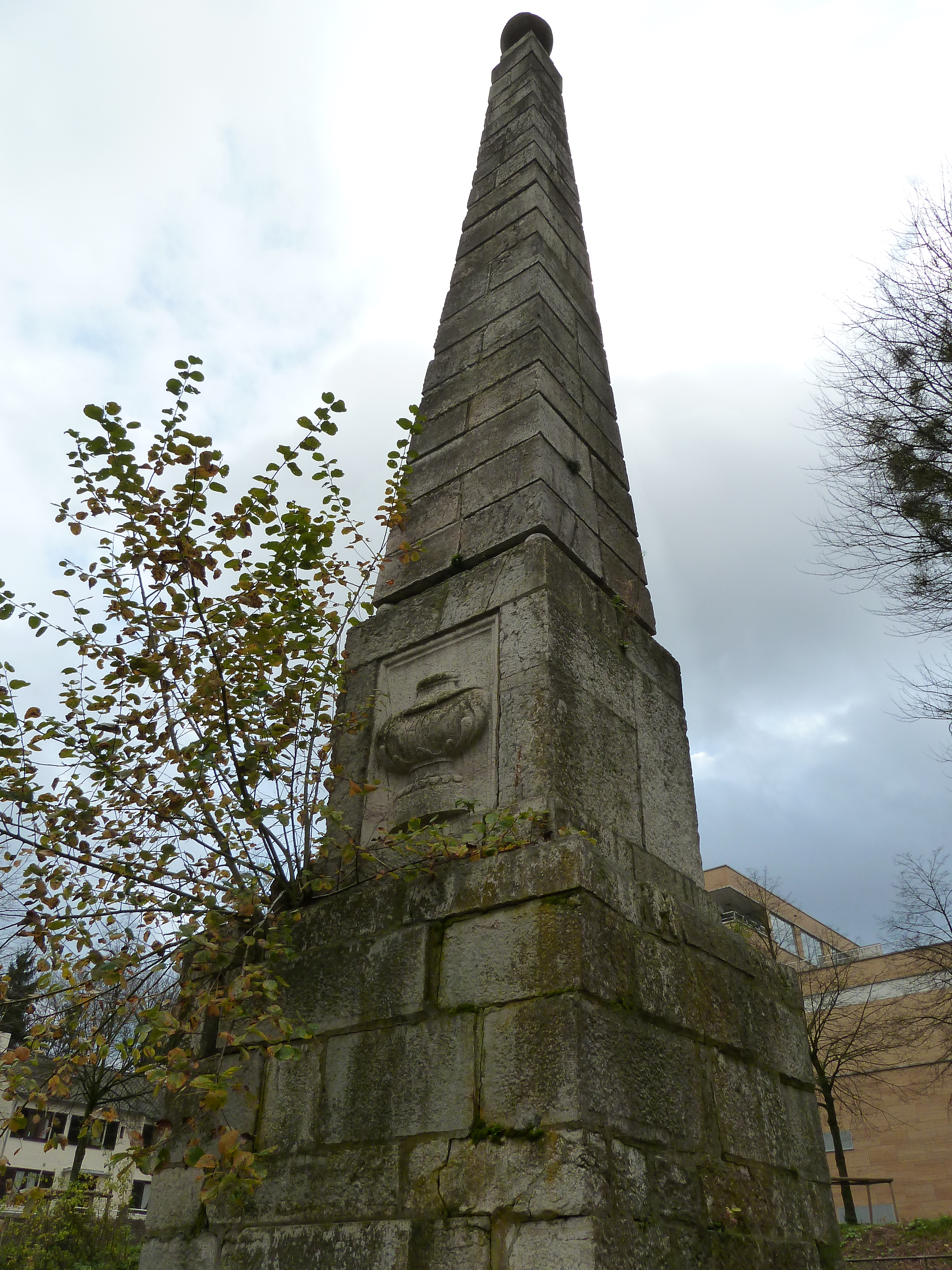
Obelisk
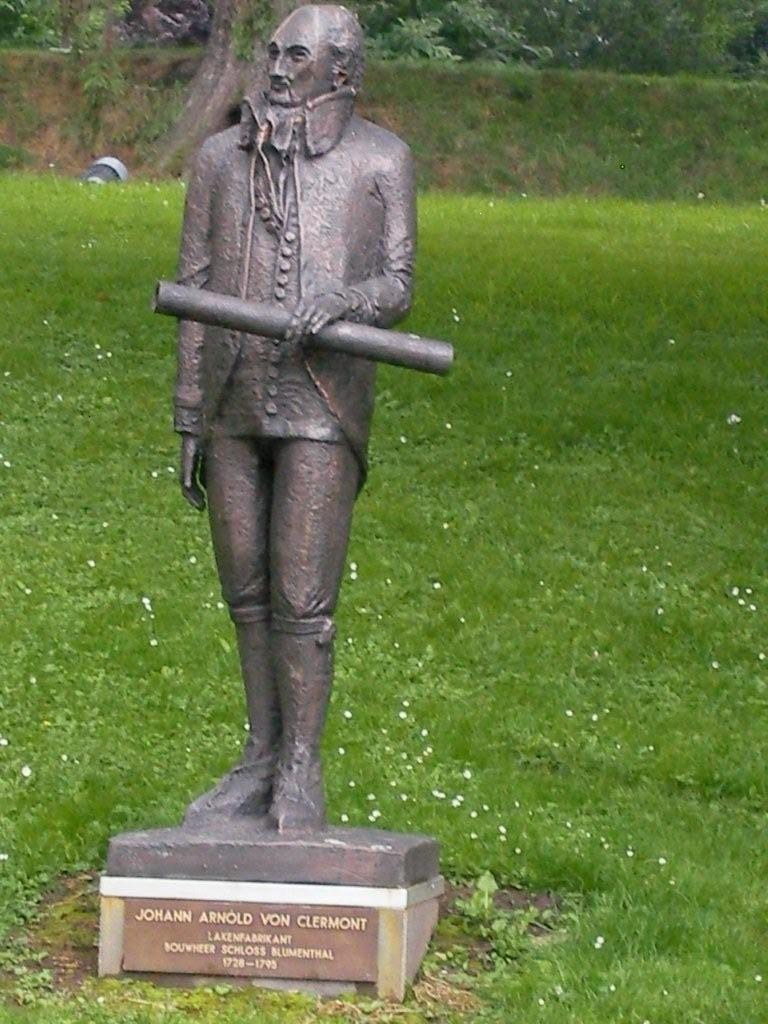
Standbeeld in Vaals

## Nakomelingschap
|                                                                        |  |  |
| Het echtpaar Von Clermont-Emminghaus, geschilderd door Nicolas Monpeur |  |  |

|                                                                        |  |  |
| Von Clermonts oudste dochter en zoon, geschilderd door Nicolas Monpeur |  |  |

In 1754 trad Johann Arnold von Clermont in het huwelijk met Maria Elisabeth Sophia Emminghaus (1733-1783), dochter van een Hagense burgemeester. Het echtpaar kreeg zestien kinderen, elf dochters en vijf zonen, waarvan er drie op zeer jonge leeftijd overleden. De vier zonen die de volwassenheid bereikten speelden allen een rol in het Franse bestuur van de departementen Nedermaas en Roer. De oudste twee zetten tevens het familiebedrijf voort en erfden de voornaamste kastelen.
1. Maria Juliana Elisabeth von Clermont (1755-1826), gehuwd met Conrad Esaias Fabricius (1751-1824), 6 kinderen
2. Carl Theodor Arnold von Clermont (1756-1823), textielfabrikant, afgevaardigde van het Roerdepartement, burgemeester van Vaals, erfgenaam Kasteel Vaalsbroek, gehuwd met Maria Juliana Kopstadt (1763-1826), 7 kinderen
3. Johann Adam Heinrich von Clermont (1759-1826), textielfabrikant, erfgenaam Kasteel Bloemendal, gehuwd met Juliana Ernestine Theodora von Emminghaus
4. Eleonora Maria Henriette von Clermont (1759-1845), gehuwd met Johann Arnold Kopstadt (1755-?), 1 kind
5. Caroline Helene Christine von Clermont (1761-1826), gehuwd met 1) F.J. Delcourt en 2) luitenant-generaal Georg August Heinrich von Kinckel (1741-1827)[14]
6. Johanna Catherina Louise von Clermont (1763-1844), gehuwd met de politicus en textielfabrikant Johann Friedrich Jacobi (1765-1831),[15] 1 kind
7. Helene Sophie Frederika von Clermont (1764-1798), gehuwd met Johann Peter Jacobi (1760-1830)
8. Ludwig Arnold von Clermont (1765-1825), gehuwd met Clara Franziska Jacobi (1777-1849)
9. Catharina Margarethe Juliana von Clermont (1766-1852), gehuwd met de Essense burgemeester Johann Conrad Kopstadt (1758-1834)[16]
10. Frederika Theodora von Clermont (1767-1768)
11. Christiane Eleonore von Clermont (1769-1796), gehuwd met Johann Cornelis van Panhuys (1766-1849)
12. Friedrich Heinrich von Clermont (1770-1770)
13. Johann Heinrich Leopold von Clermont (1771-1816), gehuwd met Caroline Sophie Wilhelmine von Emminghaus
14. Carolina von Clermont (1772-1795), gehuwd met de jurist en bestuurder Georg Arnold Jacobi (1768-1845),[17] 1 kind
15. Charlotte von Clermont (1773-1868), gehuwd met luitenant-generaal Ernst von Klüx (1776-1858),[18] meerdere kinderen
16. Ernestine Henriette von Clermont (1774-1775)

Opvallend is dat dezelfde familienamen telkens terugkeren; blijkbaar werd in kleine kring gehuwd. Wellicht was ook het aantal lutherse (en welgestelde) families in de regio Aken beperkt. De families Kopstadt, Jacobi en Von Emminghaus waren al eerder geparenteerd aan de Von Clermonts: twee zussen van Johann Arnold waren getrouwd met telgen uit de eerstgenoemde geslachten en hijzelf was getrouwd met een Von Emminghaus.